# 塞拉什
塞拉什是葡萄牙布拉干萨区的一个堂区。总面积36.75平方公里，总人口365人，人口密度9.9人/平方公里。